# 李應元
李應元（1953年3月16日—2021年11月11日），筆名阿火，臺灣政治人物，籍貫雲林縣崙背鄉，後定居新北市新莊區。臺灣獨立運動參與者，國立臺灣大學公共衛生學士、碩士，美國哈佛大學醫療管理學碩士，北卡羅來納大學教堂山分校醫療經濟學博士。早年為反對中國國民黨一黨專政的民主運動人士，而後成為民主進步黨重要角色。曾任大學教授、台灣獨立建國聯盟副主席、立法委員、駐美國代表處公使（副代表）、行政院秘書長、雲林縣副縣長、行政院勞工委員會主任委員、行政院環境保護署署長，公部門資歷相當完整；2020年5月任駐泰國大使（代表），2021年8月因病請辭回臺，同年11月11日傍晚於臺大醫院病逝，享壽68歲。

## 生平

### 早年
祖籍福建省漳州府詔安縣，為福佬客家人，虎尾初中、臺中一中畢業，當時家境辛苦，為了早點賺錢養家，他考入臺北工專土木系，但家人反對。於是他又以第二名考入國立臺灣大學公共衛生系，學士畢業後，考取同系研究所就讀。在研究所期間由於受到《臺灣時報》邀請，擔任醫藥新聞記者，認識黨外活動並積極參與。美麗島事件發生後，李應元投入反威權運動。1980年獲得碩士學位後負笈美國，並且於1981年取得美國哈佛大學醫療管理碩士；在美國期間與洪哲勝、郭倍宏等人相識，於1982年成立北美洲台灣學生社，並且在洪哲勝的介紹下於1983年加入臺灣獨立建國聯盟，擔任雜誌《臺灣學生》發行人。之後由於出任全美臺灣同鄉會總幹事，被國民黨政府列入「黑名單」而無法返國。
1988年李應元取得美國北卡羅萊納大學教堂山分校醫療經濟學博士，並任教於南達科他大學；次年雖然得到國立臺灣大學的聘書，但因為被國民黨政府列入黑名單而無法返國任教。

### 從政
1990年李應元接下臺灣獨立建國聯盟（臺獨聯盟）副主席一職，一心想回台灣，便以「闖關」、「翻牆」等方式返鄉。謝長廷當立法委員時，李應元冒著危險，衝破黑名單禁令從美國偷渡回到臺灣，突然聯絡說要到立法院研究室找他，謝長廷稱：「坦白說那時跟他不熟，也不知道他是否被監控，冒然見面，對雙方都有法律風險」；「不過他既然相信我，我也義不容辭答應，經過安排。他穿上我的綠色西裝，我穿著他的外套在立法院一起拍照，成功挑戰黑名單，振奮人心」。而後他也到陳水扁臺北市民生東路的住家拜訪陳水扁。李應元在中華民國總統府等重地照相，並投稿黨外雜誌，挑戰政府。當時，李應元計畫在蔡同榮籌辦的908公投大遊行公開現身，卻被情治人員拘捕，關押於臺北土城看守所，因而成名；後來李鎮源、林山田、陳師孟等發起「100行動聯盟」，經過多場和平抗爭之後，推動刑法一百條的修正，總統李登輝也從中協助，於是主張臺獨者不再成為叛亂罪起訴的對象，李應元於1992年5月出獄。
1995年，定居臺北縣（今新北市），並在新莊、泰山參選第三屆立法委員，當選，並於1998年連任。
2000年，陳水扁當選總統後，任李應元為駐美副代表。駐美期間表現頗佳，被民進黨內人士稱為「天生的外交官」、「美國通」。
2002年2月，游錫堃內閣成立時，入閣擔任行政院秘書長。謝長廷組閣後，又被延攬入內閣，再次擔任行政院秘書長。
2002年6月25日受民進黨徵召參選臺北市市長，提出「取消建築高度限制。讓臺北亮起來、松山機場一旦遷移，中山區、松山區都受益、興建巨蛋帶動商機、首都科學園的規劃」，多項政見主要針對各區發展現況的困境，期望透過新的市政規劃，讓各區有新的發展機會，被學者評為有創見，但是敗於國民黨提名的馬英九。
2004年2月28日（和平紀念日、二二八事件紀念日）策動「二二八牽手護臺灣」活動，舉行一場反對中國大陸部署的飛彈設施以及支持反飛彈公投活動，大約有200萬臺灣民眾參與（主辦單位宣稱230萬，親藍媒體估計190萬），並以牽手方式排列成長約500公里的人鏈。北起基隆市和平島，南至屏東縣佳冬鄉，是臺灣有史以來最大規模的運動，獲得很大好評，被稱為「小諸葛」、「李軍師」。
2005年9月19日之後，由行政院秘書長轉任勞委會主任委員，取代高捷泰勞暴動案而下台的陳菊，民進黨總統大選初選期間，為表態支持謝長廷，辭去勞委會主任委員一職。李應元於謝長廷代任民進黨主席期間，擔任民進黨秘書長，且身兼謝長廷競選總部執行總幹事。
2008年民進黨敗選以後，受雲林縣縣長蘇治芬之邀出任雲林縣副縣長。與此同時，蔡英文徵召李應元當民進黨秘書長，但李應元稱已經答應蘇治芬，為了信用，而婉拒了蔡英文。，而後蘇治芬被指控貪污罪而收押，許多親近李應元的朋友勸李應元辭職回臺北，才不會影響仕途，李應元堅信蘇治芬無罪，並毅然決然留任且代理雲林縣縣長。
2012年1月14日，李應元在2012年中華民國立法委員選舉當選不分區立法委員。
2013年，李應元參加民進黨雲林縣縣長黨內民調初選，電話民調支持度於角逐者中排行第三。
2014年，李應元受邀參與臺北市市長候選人柯文哲競選團隊，擔任團隊黨政平臺秘書長。
2016年4月12日，被內定閣揆林全延攬為新任行政院環境保護署署長，於5月20日辭去立法委員，進入林全內閣。
2016年12月8日提出新版空氣品質指標，接軌國際標準值。2017年11月30日，行政院環境保護署署長李應元表示若2018年5月20日時PM2.5紅色警戒（AQI大於150）之日數減量未達20%，會提辭呈負起政治責任。
李應元擔任行政院環境保護署署長時，曾被敵對人士攻擊為「無神署長」、「滅香殺手」，說李應元即將「禁止宮廟燒香、燒金」，憤慨的民眾因而投訴連連
，甚至示威、陳情。李應元對此公開澄清「滅香一事，子虛烏有」，是「減香」而不是「滅香」；只要他說過要過去或未來有提到「滅香」，就算是口誤，他都下台請辭負責。他自己每天早晚都向神明「燒一炷香」。李應元公開表示，為了環境保護，他提倡線香跟紙錢「燒少一點、燒好一點」，拜拜時燒好品質的香跟紙錢，對神佛跟祖先、地基主、好兄弟才是有誠意，「畢竟臺語俗諺說：今生有福報，是上輩子燒好香」。對於燒紙錢，他則說應該要購買「品質比較好的本土製品」，「不要燒痛祖先」，用臺語說：「燒一兩疊，而不要燒一兩車。」又說：「拜拜是講究心意，不是拜到惡性通貨膨脹的。」引來滿場笑聲。他說：「尤其掃墓燒太多紙錢，不注意滅火，非常危險，可能會造成山林大火。」所以他非常推薦「清明祭祖、中元普渡金紙集中焚燒」，政府都會禮聘法師主事，只要用冥紙袋將紙錢裝好，寫上祖先名諱或者「受供好兄弟」即可，方便又不失敬意。以北港武德宮為首的許多廟宇為此政策，來到凱達格蘭大道舉行「眾神上凱道」的抗議活動。李應元對此做出回應，到艋舺龍山寺、艋舺祖師廟與松山奉天宮燒香禮佛，以表示其也是臺灣民間信仰虔誠的信徒，李應元說，他向天上的神明發誓，行政院環境保護署並無「滅香」，網路上都是不實的傳言，行政院環境保護署尊重民間信仰，但為了顧慮環境保護，希望寺廟以自主方式「減香」。經過媒體揭露，這些「禁止宮廟燒香、燒金」訊息大多是來自中國大陸的假新聞。
2018年12月3日，李應元因應九合一選舉民進黨的頹勢，自行辭去行政院環境保護署署長一職，退隱山林。
2020年5月在蔡英文親自拜託之下，重出政壇，7月出任駐泰國大使（代表），李應元本欲婉拒，但為支持蔡英文的新南向政策，決定出使泰國。
2021年8月因病請辭大使，總統府發布總統令准辭，8月26日返臺。

### 晚年
2021年10月14日網路媒體ETtoday新聞雲報導李應元於當天下午病逝消息，同日被外交部澄清消息錯誤，及後ETtoday新聞雲發表道歉聲明，同日蘋果新聞網報導稱李應元於1年前罹患胰臟癌，而相關症狀1年前就已出現。
2021年11月11日傍晚，病逝於台大醫院，享壽68歲。李應元胞弟李宗明代表家屬表示，李應元生前就已經交代，因追隨聖嚴法師，且響應環境保護，將跟進聖嚴法師的環保理念，植存於金山區法鼓山環保生命園區。
2021年11月30日舉行家祭。婉謝各界花圈、花籃等，僅於法鼓山中華佛教文化館設置蓮位供追思及參拜，因COVID-19疫情嚴峻及家屬謹遵李應元生前意願，一切從簡，僅家祭無公祭。
2021年12月2日下午，追隨已故的聖嚴法師腳步，植存於法鼓山金山環境保護生命園區。

## 思想
李應元學問淵博，涉獵科學、醫學、歷史、宗教、政治、文學、哲學等，他熟讀的書有愛因斯坦的《相對論》；鈴木大拙的《禪的研究》、《中國古代哲學史》；約翰·克爾文的《基督教要義》、《海德堡要理問答》；錢復《錢復回憶錄》、毛澤東《毛澤東詩詞》等。尤其對甘地、曼德拉、金恩等民權鬥士的著作、思想皆瞭若指掌。李應元喜歡老莊、佛法哲學，他時常背誦老子《道德經》：「將欲歙之，必固張之；將欲弱之，必固強之；將欲廢之，必固興之；將欲奪之，必固與之，是謂微明。柔弱勝剛強。魚不可脫於淵。國之利器，不可以示人。」因此凡事柔和，身段柔軟。也能背誦《莊子》：「吾以天地為棺槨，以日月為連璧，星辰為珠璣，萬物為齎送，吾葬具豈不備邪？何以加此？」對於莊子放棄墳墓，李應元也認為人終將一死，珍惜當下，享受生命，做好應該做的事才對。李應元信奉佛法，對禪宗有研究，追隨法鼓山聖嚴法師禪修，能背誦《金剛經》，他引用《金剛經》說，「凡所有相，皆是虛妄。若見諸相非相，則見如來。」生命本來就是無常，不應該執著於外相。

## 評價
李應元的一生波瀾迭起，其對臺灣民主化的努力、謙卑柔和的特質、歷任職位稱職的表現，他病逝後，被稱為「臺灣的人格者」、「天生的外交官」、「美國通」、「小諸葛」、「李軍師」、「萬能政務官」，甚至是「超級工具人」。
李應元與謝長廷交好，兩人在民主路上多次攜手同行，謝長廷任閣揆時，李應元任秘書長；謝長廷選總統時，李應元任總幹事；謝長廷參與反核運動等社運，李應元都不離不棄的支持，因而公認李應元是謝系人馬，但李應元修養好，為人圓融，跟各派系都有交情，民進黨內人士稱「人人好」（臺語：人人愛），李應元為人熱情，過目不忘，凡是見過兩次面，一定叫得出名字。李應元政壇歷練非常完整，閣員、使節、國會，各種職缺都歷練過，手腕靈活，被譽為「萬能政務官」，陳其邁還戲稱其為「超級工具人」。
民進黨在黨中全會為其追思。不分黨派的政治人物都對他充滿緬懷。陳其邁稱，李應元是謙謙君子，總笑臉迎人，雖然對理念相當堅持、但總能以理服人，贏來對手尊敬。藍營人士對李應元也幾無負面評價。

### 褒揚令
總統蔡英文於11月30日前往臺北市立第二殯儀館出席告別式，並親自頒發褒揚令，由遺孀黃月桂女士代表接受，褒揚令全文為：

外交部駐泰國前大使李應元，亮達朗潤，瑋器敏周。少歲卒業國立臺灣大學公共衛生學系研究所，旋負笈遊美，獲哈佛大學醫療管理碩士暨北卡羅萊納大學醫療經濟學博士學位，淬琢記聞，囊錐露穎。遄返歷任四屆立法委員、行政院秘書長、雲林縣副縣長等職，審謀部會政策調處，體現地方民意需求，適時應務，洞若觀火。於掌執勞工委員會暨環境保護署任內，打造「快樂勞動、循環經濟」願景，催生「臺灣勞工」刊物，力促勞動權益保障；嚴明職場安全維護，構築風險管理機制，復倡提資源永續利用，加速空氣品質改善；張拓綠色循環概念，踐履無塑海洋目標，折衝運箸，宵衣旰食；謨深慮遠，胸臆自出。尤以出使美國副代表暨駐節泰國期間，厚植臺美互信基礎，支持參與國際組織；協成對臺重大軍售，確守兩岸武備平衡，嗣強化臺泰醫衛交流，集結朝野友我能量；推升雙邊經貿關係，悉心商情媒合措置，壇坫馳騁，榮邦睦誼，爰有「天生的外交官」令譽揚聲。詎意鴻猷迭展，迺以茂年驟逝，悼惜曷勝，應予明令褒揚，用彰俊彥，而表遺徽。

總　　　統　蔡英文　　　　

行政院院長　蘇貞昌　　　　

## 軼事
李應元被捕的原因是「臉上的痣」。當時李應元已經在全台各地十四個月，他到行天宮附近的御書園餐廳與友人談事情，因心情放鬆而忘了遮蓋面容，當御書園中，客人愈來愈多、李應元察覺不對時，三個情治人員早已在他面前，指著他臉上的痣問：「你是不是李應元？」李應元從容答是，被押上警備車後，並不特別緊張，但抓他的情治人員卻在車上氣喘如牛。李應元了解情治人員的壓力大，甚至拿出口袋中的口香糖請他們吃，反過來安慰他們「我不會為難你們、我不會逃」。多年後李應元自嘲：「逃了一年多，我逃亡的時間比陳進興還久。」
陳水扁認為李應元口才好，理性、溫和，手腕靈活，身段柔軟，是外交尖兵，曾想栽培李應元成為民進黨首位外交部部長，先讓他充當駐美副代表，再轉任正代表，累積資歷之後回國執掌外交部，可惜無法如願，但陳水扁相信這也是佛祖的安排。
李應元曾說，雲林是他的故鄉，新莊是他第二故鄉，是新莊人給他機會，他才能在國會殿堂中服務，打破不合理的黨國體制。李應元退隱鄉間時，常居於新北市金山區，享受耕讀生活，日日泡茶與泡湯。因此獲得「農夫」的綽號，讀書之餘，平常喜歡種些花花草草。
李應元與妻子黃月桂是臺大的班對，也是哈佛大學碩士班的同學，結婚多年，感情深厚，多半讓妻子為他理髮，「結髮妻子理髮」，鶼鰈情深。

## 外部連結
- 李應元的Facebook專頁
- 台灣應元團的Facebook專頁
- YouTube上的李應元頻道

| 中華民國政府職務 | 中華民國政府職務                                             | 中華民國政府職務                   |
| ---------------- | ------------------------------------------------------------ | ---------------------------------- |
| 行政院           |                                                              |                                    |
| 前任： 邱義仁    | 行政院秘書長（首次） 第二十二任 2002年2月1日－2002年7月1日   | 繼任： 劉世芳                      |
| 前任： 葉國興    | 行政院秘書長（再次） 第二十五任 2005年2月1日－2005年9月19日  | 繼任： 卓榮泰                      |
| 前任： 陳菊      | 行政院勞工委員會主任委員 第七任 2005年9月19日－2007年5月21日 | 繼任： 盧天麟                      |
| 前任： 魏國彥    | 行政院環境保護署署長 第十二任 2016年5月20日－2018年12月3日   | 繼任： 蔡鴻德（代理） 正任：張子敬 |
| 政党职务         |                                                              |                                    |
| 民主進步黨       |                                                              |                                    |
| 前任： 卓榮泰    | 民主進步黨秘書長 第十三任 2008年1月15日－2008年5月20日       | 繼任： 王拓                        |
| 政府职务         |                                                              |                                    |
| 雲林縣政府       |                                                              |                                    |
| 前任： 蘇治芬    | 雲林縣縣長 代理 2008年11月4日－2008年11月17日                | 繼任： 蘇治芬                      |